# Факторгруппа
Факторгруппа — множество смежных классов группы по её нормальной подгруппе, само являющееся группой с определённой специальным образом групповой операцией.
Факторгруппа группы {\displaystyle G}
по нормальной подгруппе {\displaystyle H}
обычно обозначается {\displaystyle G/H}.
Образ группы при гомоморфизме изоморфен её факторгруппе по ядру этого гомоморфизма.

## Определение
Пусть {\displaystyle G} — группа, {\displaystyle H} — её нормальная подгруппа и {\displaystyle a\in G} — произвольный элемент.
Тогда на классах смежности {\displaystyle H} в {\displaystyle G}
{\displaystyle aH=\{\,ah\mid \,h\in H\}}
можно ввести умножение:
{\displaystyle (aH)(bH)=abH}
Легко проверить что это умножение не зависит от выбора элементов в классах смежности, то есть если {\displaystyle aH=a'H} и {\displaystyle bH=b'H}, то {\displaystyle abH=a'b'H}.
Это умножение определяет структуру группы
на множестве классов смежности,
а полученная группа {\displaystyle G/H} называется факторгруппой {\displaystyle G} по {\displaystyle H}.

## Свойства
- Теорема о гомоморфизме: Для любого гомоморфизма {\displaystyle \varphi :G\to K}

{\displaystyle G/\mathrm {Ker} \,\varphi \cong \varphi (G)},
то есть факторгруппа {\displaystyle G} по ядру {\displaystyle \mathrm {Ker} \,\varphi } изоморфна её образу {\displaystyle \varphi (G)} в {\displaystyle K}.
- Отображение {\displaystyle a\mapsto aH} задаёт естественный гомоморфизм {\displaystyle G\to G/H}.
- Порядок {\displaystyle G/H} равен индексу подгруппы {\displaystyle [G:H]}. В случае конечной группы {\displaystyle G} он равен {\displaystyle |G|/|H|}.
- Если {\displaystyle G} абелева, нильпотентна, разрешима, циклическая или конечнопорождённая, то и {\displaystyle G/H} будет обладать тем же свойством.
- {\displaystyle G/G} изоморфна тривиальной группе ({\displaystyle \{e\}}), {\displaystyle G/{e}} изоморфна {\displaystyle G}.

## Примеры
- Пусть {\displaystyle G=\mathbb {Z} }, {\displaystyle H=n\mathbb {Z} }, тогда {\displaystyle G/H} изоморфна {\displaystyle \mathbb {Z} _{n}}.
- Пусть {\displaystyle G=\mathbf {UT} _{n}} (группа невырожденных верхнетреугольных матриц), {\displaystyle H=\mathbf {SUT} _{n}} (группа верхних унитреугольных матриц), тогда {\displaystyle G/H} изоморфна группе диагональных матриц.
- Пусть {\displaystyle G=S_{4}} (симметрическая группа), {\displaystyle H=V_{4}} (четверная группа Клейна, состоящая из перестановок e, (12)(34), (13)(24), (14)(23)) тогда {\displaystyle G/H} изоморфна {\displaystyle S_{3}}.
- Пусть {\displaystyle G=S_{n}} (симметрическая группа), {\displaystyle H=A_{n}} (знакопеременная группа), тогда {\displaystyle G/H} изоморфна {\displaystyle \mathbb {Z} _{2}}.
- Пусть {\displaystyle G=Q_{8}} (группа кватернионов), {\displaystyle H=\mathbb {Z} _{2}}(циклическая группа, состоящая из 1, −1), тогда {\displaystyle G/H} изоморфна {\displaystyle V_{4}}.

## Вариации и обобщения
- Фактормножество
- Факторкольцо
- Факторалгебра